# François Garnier (Erzbischof)

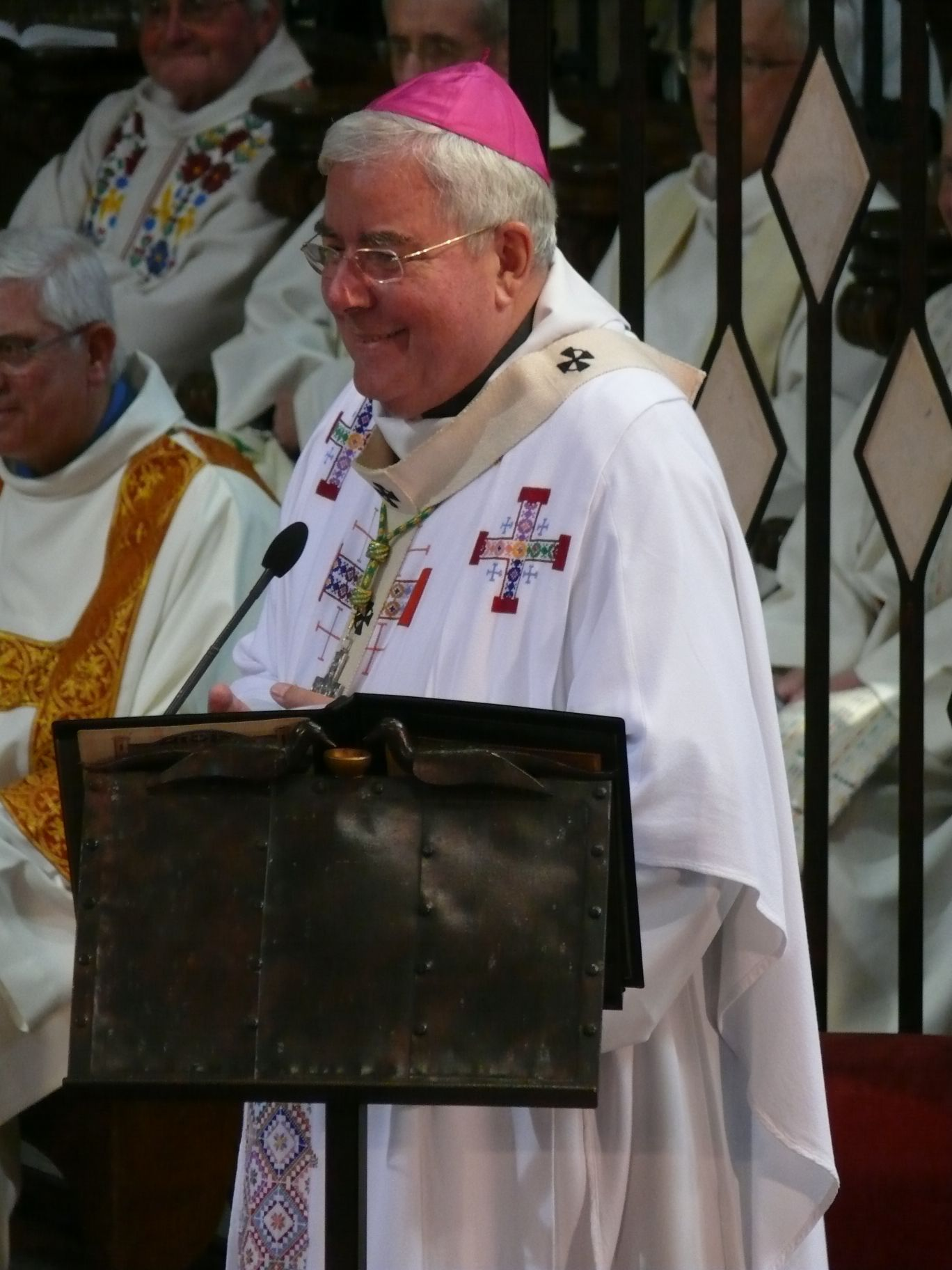

Wappen

François Charles Garnier (* 7. April 1944 in Beaune; † 15. August 2018 ebenda) war Erzbischof von Cambrai.

## Leben
François Garnier studierte Philosophie und Theologie in den Priesterseminaren in Dijon sowie Besançon. Von 1965 bis 1967 war er zudem als Lehrer in Aleppo, Syrien, tätig. Nach seiner Priesterweihe am 28. Juni 1970 absolvierte er ein weiteres theologisches Studium am Institut Catholique de Paris. Er war von 1972 bis 1977 in der Seelsorge in Beaune (1972–1977) und  Is-sur-Tille (1977–1985) tätig. Von 1977 bis 1990 war er auf diözesaner Ebene für das Laienapostolat verantwortlich sowie von 1977 bis 1985 als Bischofsvikar für pastorale Angelegenheiten. Von 1985 bis 1990 war er Generalvikar.
Papst Johannes Paul II. ernannte ihn am 31. August 1990 zum Koadjutorbischof von Luçon. Der Erzbischof von Lyon, Albert Kardinal Decourtray, spendete ihm am 21. Oktober desselben Jahres die Bischofsweihe; Mitkonsekratoren waren Charles-Auguste-Marie Paty, Bischof von Luçon, und Michel Louis Coloni, Bischof von Dijon. Sein Wahlspruch war Immergés dans l'amour. 
Mit der Emeritierung Charles-Auguste-Marie Patys am 25. März 1991 folgte er ihm als Bischof von Luçon nach. Am 7. Dezember 2000 wurde er durch Johannes Paul II. zum Erzbischof von Cambrai ernannt.
Als Mitglied der Bischofskonferenz von Frankreich hatte er den Vorsitz für die Diözesanverbände in Frankreich inne. Er war Mitglied der Kommission für die universale Sendung der Kirche und Mitglied des Vorstands für wirtschaftliche, soziale und rechtliche Angelegenheiten. Am 8. November 2008 wurde er für drei Jahre zum Vorsitzenden der Kommission für die Universale Mission der Kirche gewählt; 2011 wurde er wiedergewählt. Seit 2014 war Garnier Mitglied der bischöflichen Kommission für Liturgie und Sakramentsangelegenheiten.